# Friedrichshöhe (Wuppertal)
Friedrichshöhe ist eine Ortslage in der bergischen Großstadt Wuppertal.

## Lage und Beschreibung
Die Ortslage befindet sich auf 342 m ü. NHN südlich der Landesstraße 419 im Wohnquartier Ronsdorf-Mitte/Nord des Stadtbezirks Ronsdorf.

## Etymologie und Geschichte
Der Name Friedrichshöhe leitet sich von der Bauernfamilie Friedrichs ab, die in dem Bereich landwirtschaftlichen Flächen besaß.
Die Ortslage entstand in der zweiten Hälfte des 19. Jahrhunderts. Im Gemeindelexikon für die Provinz Rheinland von 1888 werden ein Wohnhaus mit 15 Einwohnern angegeben.
Im Spätmittelalter und der frühen Neuzeit verlief die Elberfelder Linie der bergischen Landwehr durch das Gelände der heutigen Ortslage. Im Nahbereich ist ein Schlagbaum in dieser Landwehr beurkundet. Nördlich befand sich das Gelände des Vergnügungsparks Jägerhof.